# Pasthal
Pasthal è una suddivisione dell'India, classificata come census town, di 16.185 abitanti, situata nel distretto di Thane, nello stato federato del Maharashtra. In base al numero di abitanti la città rientra nella classe IV (da 10.000 a 19.999 persone).

## Geografia fisica
La città è situata a 19° 48' 39 N e 72° 43' 40 E.

## Società

### Evoluzione demografica
Al censimento del 2001 la popolazione di Pasthal assommava a 16.185 persone, delle quali 8.628 maschi e 7.557 femmine. I bambini di età inferiore o uguale ai sei anni assommavano a 2.157, dei quali 1.054 maschi e 1.103 femmine. Infine, coloro che erano in grado di saper almeno leggere e scrivere erano 13.352, dei quali 7.377 maschi e 5.975 femmine.